# Gabriela Stockmann
Gabriela Stockmann (* 30. September 1959) ist eine niederösterreichische Regionaljournalistin und Buchautorin. Sie lebt in Bad Vöslau.
Bekannt wurde sie unter anderem durch ihre Reportagen im Zusammenhang mit dem Bau des türkisch-islamischen Kulturzentrums in Bad Vöslau. Weitere Schwerpunkte sind sozialkritische Reportagen und Frauenthemen. Sie arbeitet als Journalistin im Raum Wien.

## Werke
- Schöne neue Arbeitswelt? – 20 Interviews aus dem Prekariat. Edition Neue Wege 2011, Gösing/Wagram, ISBN 978-3902061195
- Außer Form, Protokoll einer Entfremdung. Roman, Edition Weinviertel 2009, Gösing/Wagram, ISBN 978-3902589200
- Hundeleben. Erzählung, Edition Weinviertel 2008, Gösing/Wagram, ISBN 978-3902589019
- Verbotene Liebe (zus. mit Julius Mende), 1999, Döcker-Verlag, Wien, ISBN 3-85115-254-9